# Новоегоровка (Первомайский район)
Новоегоровка (укр. Новоєгорівка) — село, Мироновский сельский совет, Первомайский район, Харьковская область, Украина.
Код КОАТУУ — 6324585003. Население по переписи 2001 года составляет 22 (7/15 м/ж) человека.

## Географическое положение
Село Новоегоровка находится в верховьях балки Плисовое по которой протекает пересыхающая безымянная речушка, ниже по течению на расстоянии в 1 км расположено село Плисовое. На расстоянии в 2 км расположено село Тимченки.

## История
- 1853 — дата основания.

## Объекты социальной сферы
- Школа.

## Достопримечательности
- Братская могила советских воинов. Похоронено 470 воина.